# Dvozub
Dvozub (lat. Bidens), rod jednogodišnjih i dvogodišnjih biljaka i trajnica iz porodice Compositae. Postoji preko 200 vrsta raširenih po svim Kontinentima, a pet od njih rastu i u Hrvatskoj, to su: dvostrukoperasti dvozub (Bidens bipinnata), cjelolisni dvozub (B. cernua), trodijelni dvozub (B. tripartita),  listnati dvozub (B. frondosa),  izmjenični dvozub (B. subalternans)

## Opis
Bidens su kozmopolitski rod korovskih biljaka iz porodice Asteraceae, koji se sastoji od oko 230 vrsta. Karakteriziraju ih plodovi s dvije do četiri bodljikave čekinje koje se pričvršćuju za životinjsku dlaku ili ljudsku odjeću. Neki imaju podijeljene listove s nazubljenim segmentima i dugačke zrakaste cvjetove; drugi imaju nepodijeljeno lišće u obliku koplja i kratke zrakaste cvjetove ili ih uopće nemaju. Većina ima žute diskaste cvjetove, a najmanje jedna vrsta, B. ferulaefolia, uzgaja se kao ukras za vrt.

## Vrste
1. Bidens acrifolia Sherff
2. Bidens acuticaulis Sherff
3. Bidens aequisquama (Fernald) Sherff
4. Bidens alba (L.) DC.
5. Bidens amplectens Sherff
6. Bidens amplissima Greene
7. Bidens andicola Kunth
8. Bidens andongensis Hiern
9. Bidens andrei Sherff
10. Bidens angustissima Kunth
11. Bidens anthemoides Sherff
12. Bidens anthriscoides DC.
13. Bidens aoraiensis M.L.Grant
14. Bidens arenicola Sherff
15. Bidens aristosa (Michx.) Britton
16. Bidens asperata (Hutch. & Dalziel) Sherff
17. Bidens asymmetrica Sherff
18. Bidens aurea (Aiton) Sherff
19. Bidens balsana Melchert
20. Bidens barteri (Oliv. & Hiern) T.G.J.Rayner
21. Bidens baumii Sherff
22. Bidens beckiana (F.Br.) Sherff
23. Bidens beckii Torr. ex Spreng.
24. Bidens bicolor Greenm.
25. Bidens bidentoides  (Nutt.) Britton
26. Bidens bigelovii A.Gray
27. Bidens bipinnata L.
28. Bidens bipontina Sherff
29. Bidens biternata (Lour.) Merr. & Sherff
30. Bidens blakei (Sherff) Melchert
31. Bidens borianiana (Schweinf.) Cufod.
32. Bidens brandegeei Sherff
33. Bidens brasiliensis Sherff
34. Bidens buchneri Sherff
35. Bidens burundiensis M.Tadesse
36. Bidens cabopulmensis León de la Luz & B.L.Turner
37. Bidens campanulata Bringel & T.B.Cavalc.
38. Bidens camporum (Hutch.) Mesfin
39. Bidens campylotheca Sch.Bip.
40. Bidens carinata Cuf. ex Mesfin
41. Bidens cernua L.
42. Bidens cervicata Sherff
43. Bidens chiapensis Brandegee
44. Bidens chippii (M.B.Moss) Mesfin
45. Bidens chodatii Hassl.
46. Bidens chrysanthemifolia (Kunth) Sherff
47. Bidens cinerea Sherff
48. Bidens clarendonensis Britton
49. Bidens clavata Ballard
50. Bidens colimana Melchert
51. Bidens conjuncta Sherff
52. Bidens connata Muhl. ex Willd.
53. Bidens cordifolia Sch.Bip.
54. Bidens cordylocarpa (A.Gray) D.J.Crawford
55. Bidens cornuta Sherff
56. Bidens cosmoides Sherff
57. Bidens crocea Welw. ex O.Hoffm.
58. Bidens cronquistii (Sherff) Melchert
59. Bidens cynapiifolia Kunth
60. Bidens deltoidea J.W.Moore
61. Bidens discoidea Britton
62. Bidens diversa Sherff
63. Bidens domingensis O.E.Schulz
64. Bidens eatonii Fernald
65. Bidens edentula G.M.Barroso
66. Bidens ekmanii O.E.Schulz ex Urb.
67. Bidens elgonensis (Sherff) Agnew
68. Bidens elliotii Sherff
69. Bidens engleri O.E.Schulz
70. Bidens esmartinezii Villaseñor
71. Bidens evapelliana W.L.Wagner, J.R.Clark & Lorence
72. Bidens exigua Sherff
73. Bidens fischeri (O.Hoffm.) Sherff
74. Bidens fistulosa Sch.Bip. ex Baker
75. Bidens flabellata O.Hoffm.
76. Bidens flagellaris Baker
77. Bidens flagellata (Sherff) Mesfin
78. Bidens forbesii Sherff
79. Bidens frondosa L.
80. Bidens gardneri Baker
81. Bidens × garumnae Jeanj. & Debray
82. Bidens gentryi Sherff
83. Bidens ghedoensis Mesfin
84. Bidens glandulifera M.L.Grant
85. Bidens goiana B.L.Turner
86. Bidens gracillima Sherff
87. Bidens grantii Sherff
88. Bidens graveolens Mart.
89. Bidens gypsophila Miranda
90. Bidens hassleriana (Chodat) A.A.Sáenz
91. Bidens hawaiensis A.Gray
92. Bidens hendersonensis Sherff
93. Bidens henryi Sherff
94. Bidens herzogii (Sherff) D.J.N.Hind
95. Bidens heterodoxa Fernald & H.St.John
96. Bidens heterosperma A.Gray
97. Bidens hildebrandtii O.Hoffm.
98. Bidens hillebrandiana (Drake) O.Deg. ex Sherff
99. Bidens hintonii (Sherff) Melchert
100. Bidens holstii Sherff
101. Bidens holwayi Sherff & S.F.Blake
102. Bidens hyperborea Greene
103. Bidens insolita Sherff
104. Bidens isostigmatoides Sherff
105. Bidens kamerunensis Sherff
106. Bidens kamtschatica Vassilcz.
107. Bidens kilimandscharica (O.Hoffm.) Sherff
108. Bidens kirkii Sherff
109. Bidens laevis (L.) Britton, Sterns & Poggenb.
110. Bidens lantanoides A.Gray
111. Bidens lejolyana Lisowski
112. Bidens lemmonii A.Gray
113. Bidens leptocephala Sherff
114. Bidens leptophylla C.H.An
115. Bidens lineariloba Oliv.
116. Bidens longistyla C.R.Hart
117. Bidens macrocarpa Sherff
118. Bidens macroptera (Sch.Bip. ex Chiov.) Mesfin
119. Bidens magnifolia Sherff
120. Bidens malawiensis Mesfin
121. Bidens mandonii (Sherff) Cabrera
122. Bidens mannii T.G.J.Rayner
123. Bidens mathewsii Sherff
124. Bidens mauiensis Sherff
125. Bidens maximowicziana Oett.
126. Bidens melchertii B.L.Turner
127. Bidens menziesii Sherff
128. Bidens mesfinii Anderb.
129. Bidens mexicana Sherff
130. Bidens meyeri V.A.Funk & K.R.Wood
131. Bidens micrantha Gaudich.
132. Bidens microcephala W.L.Wagner, J.R.Clark & Lorence
133. Bidens microphylla Sherff
134. Bidens minensis Sherff
135. Bidens mitis Sherff
136. Bidens mollifolia Sherff
137. Bidens molokaiensis Sherff
138. Bidens monticola Poepp. & Endl.
139. Bidens mooreensis M.L.Grant
140. Bidens moorei Sherff
141. Bidens × multiceps Fassett
142. Bidens nana M.O.Dillon
143. Bidens negriana (Sherff) Cufod.
144. Bidens nobilioides Sherff
145. Bidens nudata Brandegee
146. Bidens oaxacana Melchert
147. Bidens oblonga (Sherff) Wild
148. Bidens occidentalis (Hutch. & Dalziel) Mesfin
149. Bidens ocellata (Greenm.) Melchert
150. Bidens ochracea Sherff
151. Bidens odora (Sherff) T.G.J.Rayner
152. Bidens oerstediana Sherff
153. Bidens oligantha Brandegee
154. Bidens oligoflora (Klatt) Wild
155. Bidens orofenensis M.L.Grant
156. Bidens ostruthioides (DC.) Sch.Bip.
157. Bidens pachyloma (Oliv. & Hiern) Cufod.
158. Bidens paniculata Hook. & Arn.
159. Bidens parviflora Willd.
160. Bidens pilosa L.
161. Bidens pinnatipartita (O.Hoffm.) Wild
162. Bidens × polakii Velen.
163. Bidens polycephala Sch.Bip.
164. Bidens polylepis S.F.Blake
165. Bidens populifolia Sherff
166. Bidens prestinaria (Sch.Bip.) Cufod.
167. Bidens pringlei Greenm.
168. Bidens pseudalausensis Sherff
169. Bidens pseudocosmos Sherff
170. Bidens radiata Thuill.
171. Bidens raiateensis J.W.Moore
172. Bidens reptans G.Don
173. Bidens riedelii Baker
174. Bidens riparia Kunth
175. Bidens rosemaniana B.L.Turner & Melchert
176. Bidens rostrata Melchert
177. Bidens rubicundula Sherff
178. Bidens rubifolia Kunth
179. Bidens rueppellii (Sch.Bip.) Sherff
180. Bidens ruyigiensis T.G.J.Rayner
181. Bidens saint-johniana Sherff
182. Bidens saltillensis Melchert
183. Bidens sambucifolia Cav.
184. Bidens sandvicensis Less.
185. Bidens schaffneri (A.Gray) Sherff
186. Bidens schimperi Sch.Bip. ex Walp.
187. Bidens segetum Mart. ex Colla
188. Bidens serboana B.L.Turner
189. Bidens serrulata (Poir.) Desf.
190. Bidens setigera (Sch.Bip.) Sherff
191. Bidens sharpii (Sherff) Melchert
192. Bidens shrevei Britton
193. Bidens sierra-leonensis Mesfin
194. Bidens simplicifolia C.H.Wright
195. Bidens societatis J.W.Moore
196. Bidens socorrensis Moran & G.A.Levin
197. Bidens somaliensis Sherff
198. Bidens steppia Sherff
199. Bidens steyermarkii Sherff
200. Bidens subalternans DC.
201. Bidens subspiralis McVaugh
202. Bidens taylorii Sherff
203. Bidens tenera O.E.Schulz
204. Bidens tenuisecta A.Gray
205. Bidens ternata (Chiov.) Sherff
206. Bidens tetraspinosa Majeed Kak & Javeid
207. Bidens torta Sherff
208. Bidens trelawniensis Proctor
209. Bidens trichosperma (Michx.) Britton
210. Bidens tripartita L.
211. Bidens triplinervia Kunth
212. Bidens uapensis (F.Br.) Sherff
213. Bidens ugandensis Sherff
214. Bidens urceolata De Wild.
215. Bidens urophylla Sherff
216. Bidens valida Sherff
217. Bidens vulgata Greene
218. Bidens whytei Sherff
219. Bidens wichmanii W.L.Wagner, J.R.Clark & Lorence
220. Bidens wiebkei Sherff
221. Bidens woodii W.L.Wagner, J.R.Clark & Lorence
222. Bidens xanti (A.Gray) B.L.Turner
223. Bidens zairensis Lisowski
224. Bidens zavattarii Cufod.